# Vila urbană de pe str. Alexei Mateevici, 119 (Chișinău)
Vila urbană de pe str. Alexei Mateevici, 119 este o clădire amplasată pe str. Alexei Mateevici, 119 în Chișinău, Republica Moldova. Este un monument arhitectural de importanță națională inclus în Registrul monumentelor Republicii Moldova ocrotite de stat cu nr. 373 (municipiul Chișinău). Datează din anii 1930.